# Dwór w Staniszowie
Dwór w Staniszowie – zabytkowy dwór wybudowany w  1790 r., w miejscowości Staniszów.
Dwór położony we wsi w Polsce, w województwie dolnośląskim, w powiecie karkonoskim, w gminie Podgórzyn.
Zabytek - dawna gospoda o budowie dworskiej jest częścią zespołu, w skład którego wchodzi jeszcze otoczenie.

## Zobazcz też
- Pałac na Wodzie w Staniszowie, nr 23
- Pałac w Staniszowie, nr 100
- Zamek Henryka